# 21 21 Design Sight
21_21 Design Sight es un museo en Roppongi en Minato, Tokio, Japón, que abrió sus puertas en 2007. Es un museo de diseño, fue proyectado por el arquitecto Tadao Ando y el diseñador de modas Issey Miyake.
"La idea era crear no solo un museo que mostrara objetos expuestos, sino también un lugar para investigar la potencialidad del diseño como un elemento que enriquece nuestra vida cotidiana, un lugar que fomenta el interés del público por el diseño despertando en les dan diferentes puntos de vista y perspectivas sobre cómo podemos ver el mundo y los objetos que nos rodean". - Tadao Ando
El edificio se encuentra al borde del área del Parque Hinokicho y cuenta con 1700 metros cuadrados de superficie, incluidas dos galerías y una cafetería  dirigida por el chef y restaurador Takamasa Uetake.
La estructura de hormigón de dos niveles incluye un techo de acero lijado a mano, cuyo diseño se inspiró en el concepto A-POC de Issey Miyake, por las siglas en inglés de "A Piece of Cloth", en español "Un pedazo de tela" y 14 metros longitudinales de paneles de vidrio templado.
Los actuales directores del museo son los diseñadores japoneses Issey Miyake, Taku Satoh y Naoto Fukasawa.

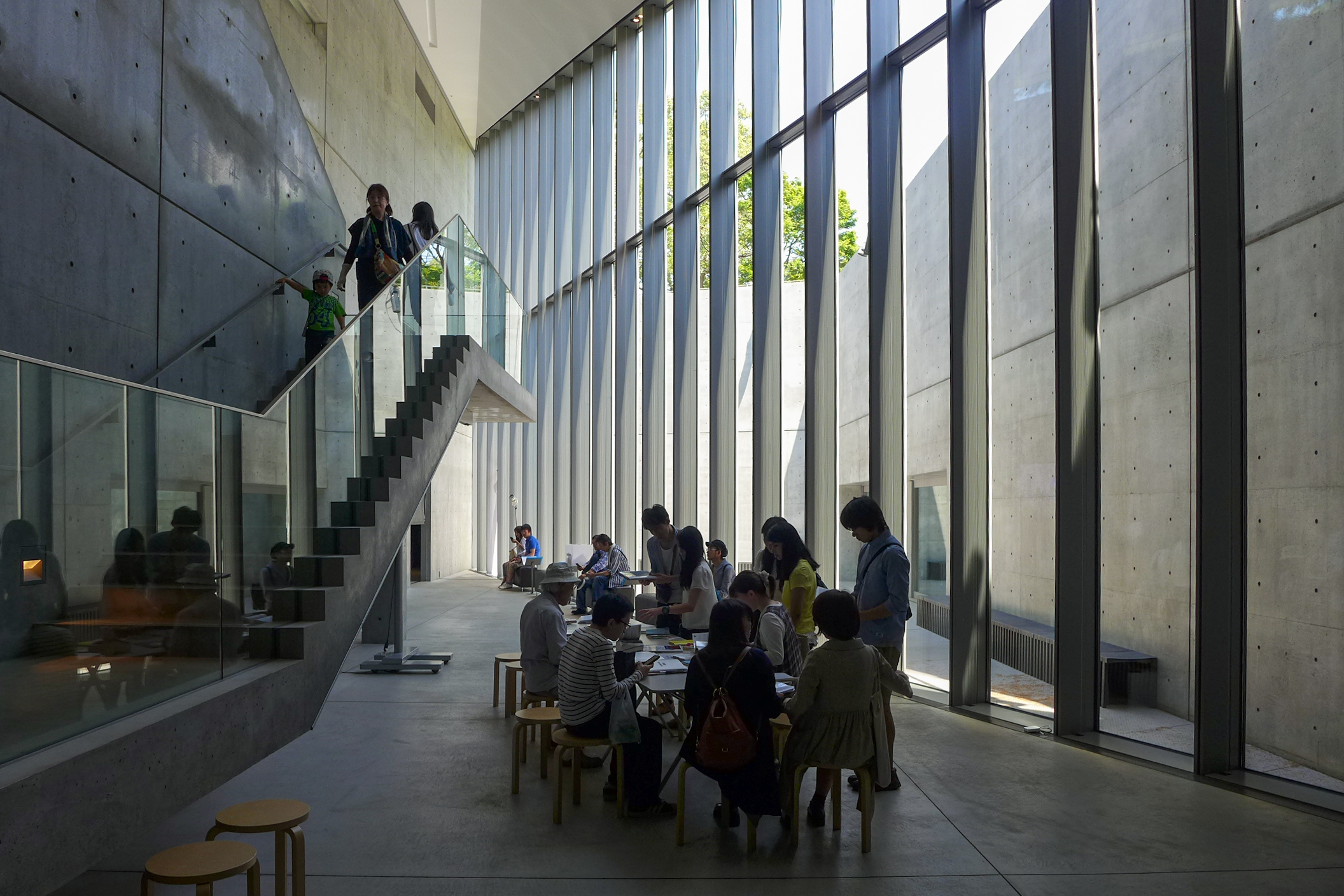
Interior

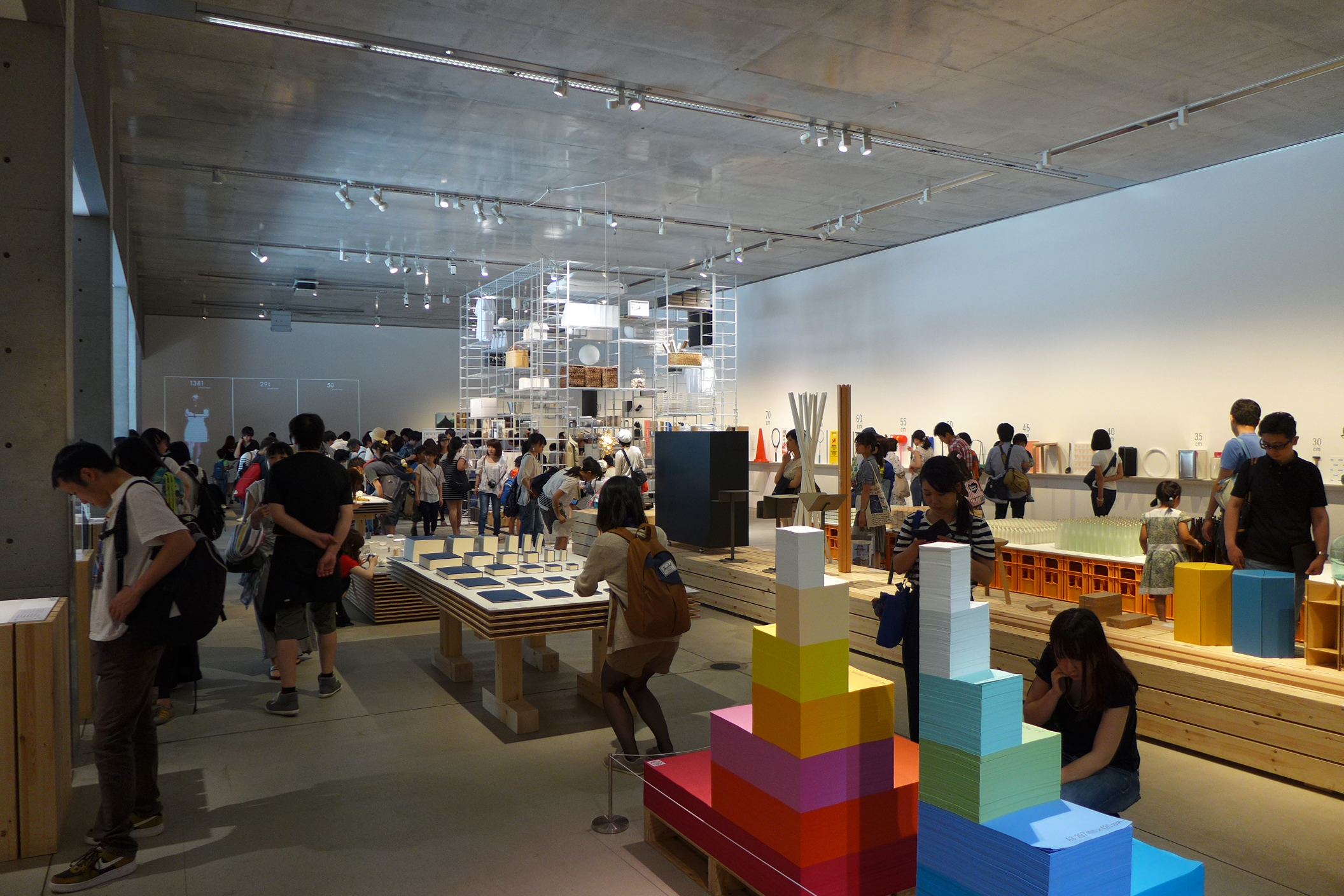
Galeríaen el subterráneo

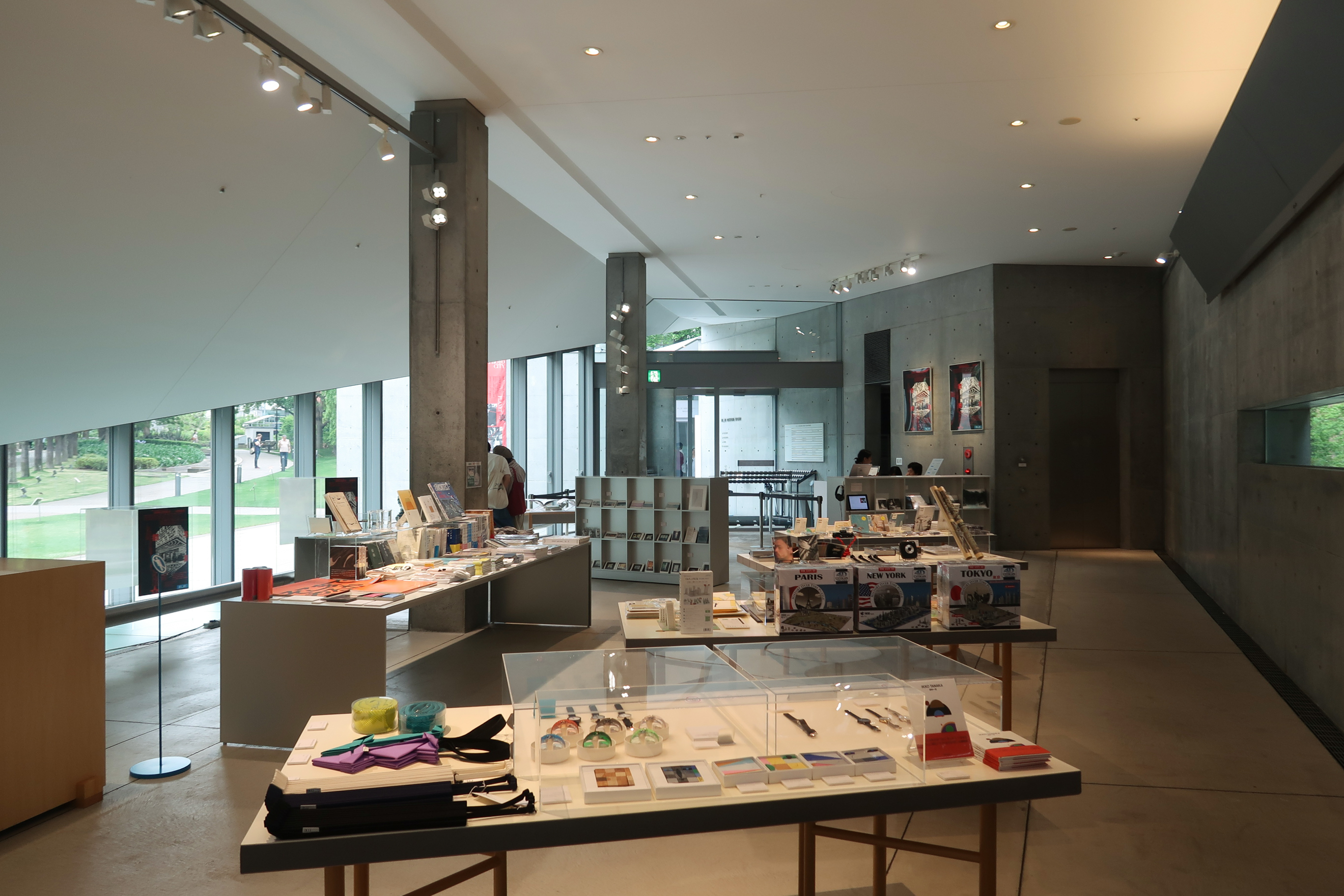
Tienda de regalos en la planta baja